# Alec Severin

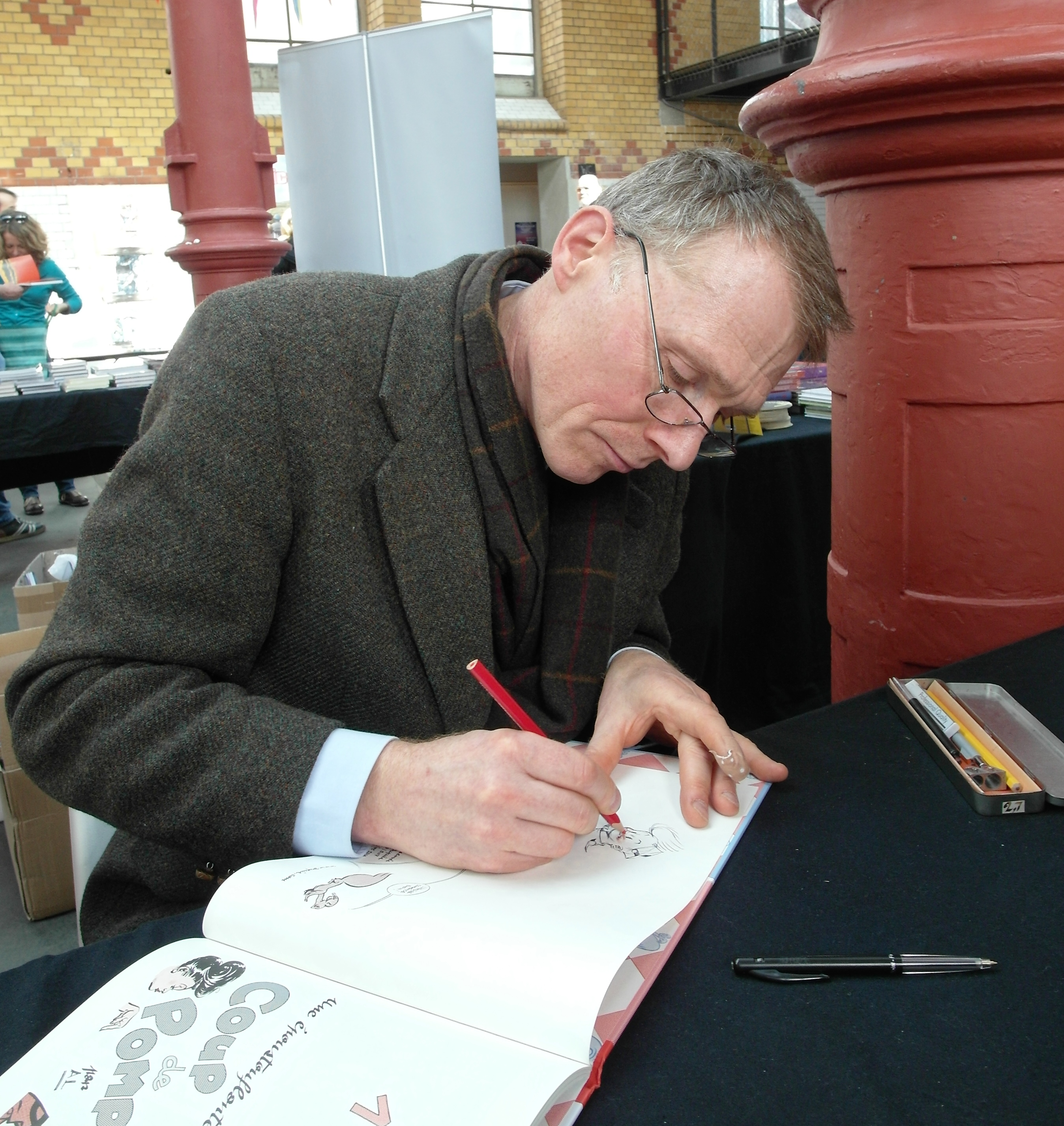
Alec Severin, 2018

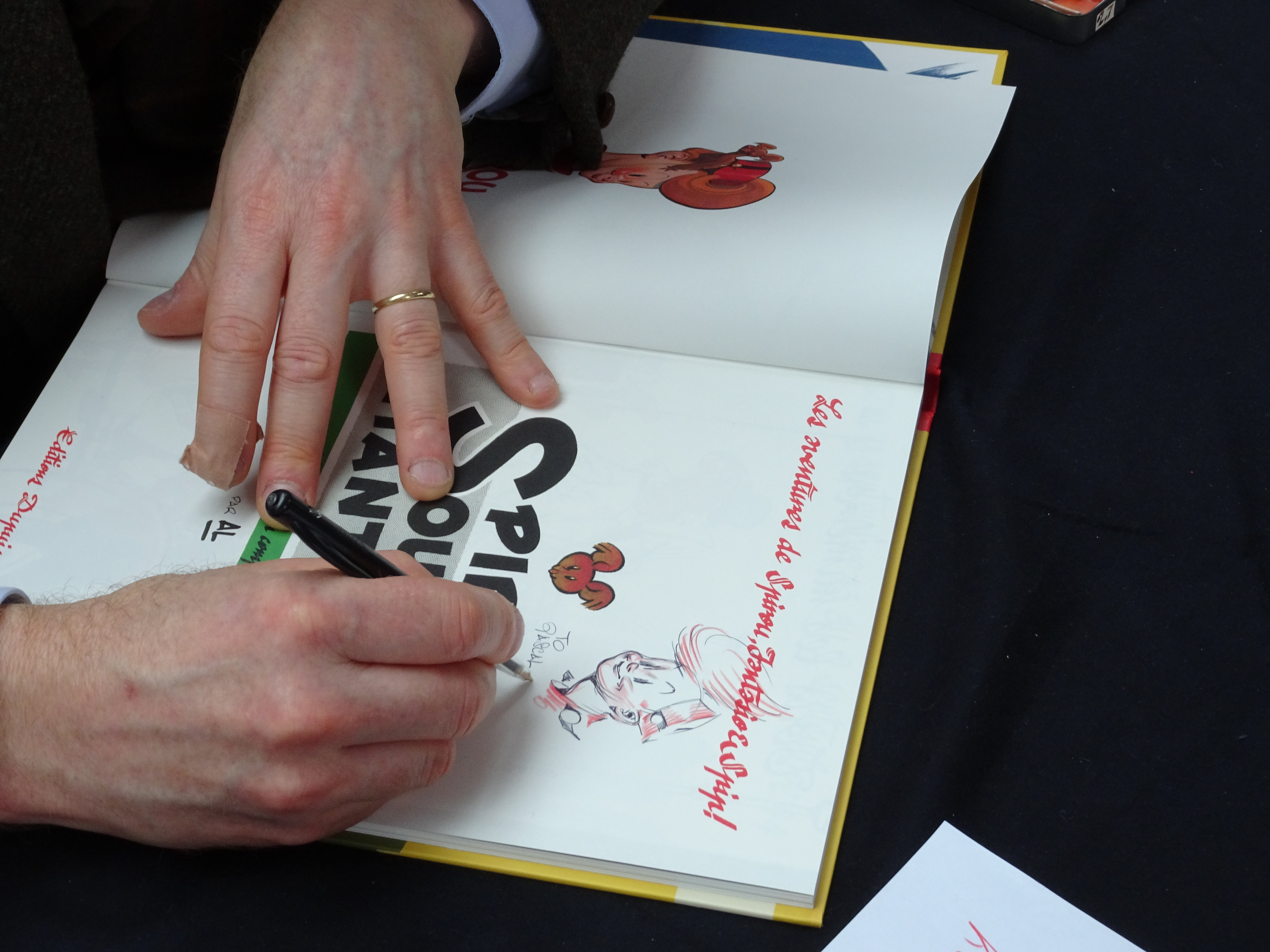
Alec Severin signiert auf der Comiciade 2018 in Aachen

Alec Severin (* 29. Dezember 1963 in Ixelles (Belgien)), Pseudonyme Al Severin oder AL, ist ein belgischer Comickünstler.

## Leben
Der belgische Künstler Alec Severin wurde 1963 in einer Künstlerfamilie geboren. Bereits sein Urgroßvater Fernand war als Dichter, sein Großvater Marc als Kupferstecher, Kalligraph und Illustrator sowie sein Vater Eric als Grafikdesigner tätig.
Alec Severin illustrierte erstmals mit 14 Jahren ein Buch, das ein Jahr später unter dem Titel It’s raining cats and dogs veröffentlicht wurde. 1981 folgte dann sein eigenes Werk L'Affaire Tchang, sowie eine Adaption von Die Zeitmaschine, bevor er sich an die Ausgestaltung seiner Comics Gratin und A Story of War machte, die von Michel Deligne herausgegeben wurden. In den 1990er-Jahren entwickelte er eine Serie mit Bill Cosmos, die 1992 mit Les Adventures de Harry begann und bis 2003 mit Harry : retour à Boulogne-sur-Mer andauerte. 2007 veröffentlichte er die Anthologie Kerkhofwachters, herausgegeben bei Manuel Rodriguez, in der er unter anderem ein Gedicht seines Urgroßvaters illustrierte.
Später gründete Severin seinen eigenen Verlag Several Pictures und arbeitet darüber hinaus für diverse belgische und englische Comic-Magazine.

## Werke (Auswahl)
- Gratin, Michel Deligne, 1985
- A Story of War, Michel Deligne, 1985
- Lisette, Delcourt, 1990
- La Machine à explorer le temps, Claude Lefrancq Éditeur, 1992
- Urkanika, Claude Lefrancq Éditeur, 1995
- Petit traité de bande dessinée : spécialement destiné aux enfants sages (très sages !), monde, 2004
- Les Méandres du temps, série Bill Cosmos, 2004
- Les Nouvelles Aventures de Harry, Several Pictures, 2002
- Les Beaux Fonds des bas tiroirs, Several Pictures, 2006
- Spirou sous le manteau, 2013, über die Zeit von Spirou während der deutschen Besatzung
- A tous les coups, c’est Spirou!, 2016